# فریدریش یکلن
فریدریش یکلن (به آلمانی: Friedrich Jeckeln) (زاده ۲ فوریه ۱۸۹۵ – مرگ ۳ فوریه ۱۹۴۶) یک ژنرال آلمانی در دوره رایش سوم و رهبر نیروهای جوخه مرگ آینزاتس‌گروپن اس‌اس و پلیس در روسیه تحت اشغال آلمان نازی بود. یکلن شخصاً دستور اعدام بیشتر از ۱۰۰ هزار نفر یهودی، مردمان رومنی و غیرنظامی‌های دیگر را در جنگ جهانی دوم داد.
وی در ۳ فوریه ۱۹۴۶ در ریگا اعدام شد.